# Икономика на природните ресурси
Икономика на природните ресурси се занимава с разпределението, търсенето и алокацията на земните природни ресурси.
Основна цел на икономиката на природните ресурси е да анализира ролята на природните ресурси в икономиката с цел развиването на устойчиви методи за управлението на тези ресурси и за подсигуряването на тяхната наличност в бъдеще.
Икономистите от тази област изучават взаимодействията между икономиката и природните системи с цел развитието на устойчива и ефективна икономика. 